# Рабія аль-Адавія

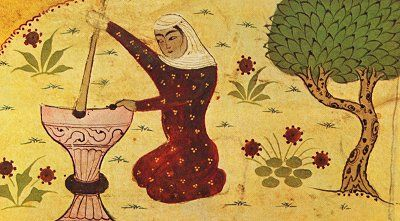
Мініатюра з перського словника

Рабія аль-Адавія (араб. رابعة العدوية, нар. між 714 і 718, пом. 801) — суфійська арабська поетеса з Басри. Її життя обросло легендами, але бракує історичних джерел. Вона походила з бідної родини. В дитинстві її викрали і продали в рабство. Після визволення вона стала аскетичкою, спершу в пустелі, а згодом у Басрі. З її творчості збереглися поезії, темою яких є кохання земне і боже. Їх вважають першими творами такого типу, що виникли в містичному мусульманському середовищі. 